# Lídia Pereira

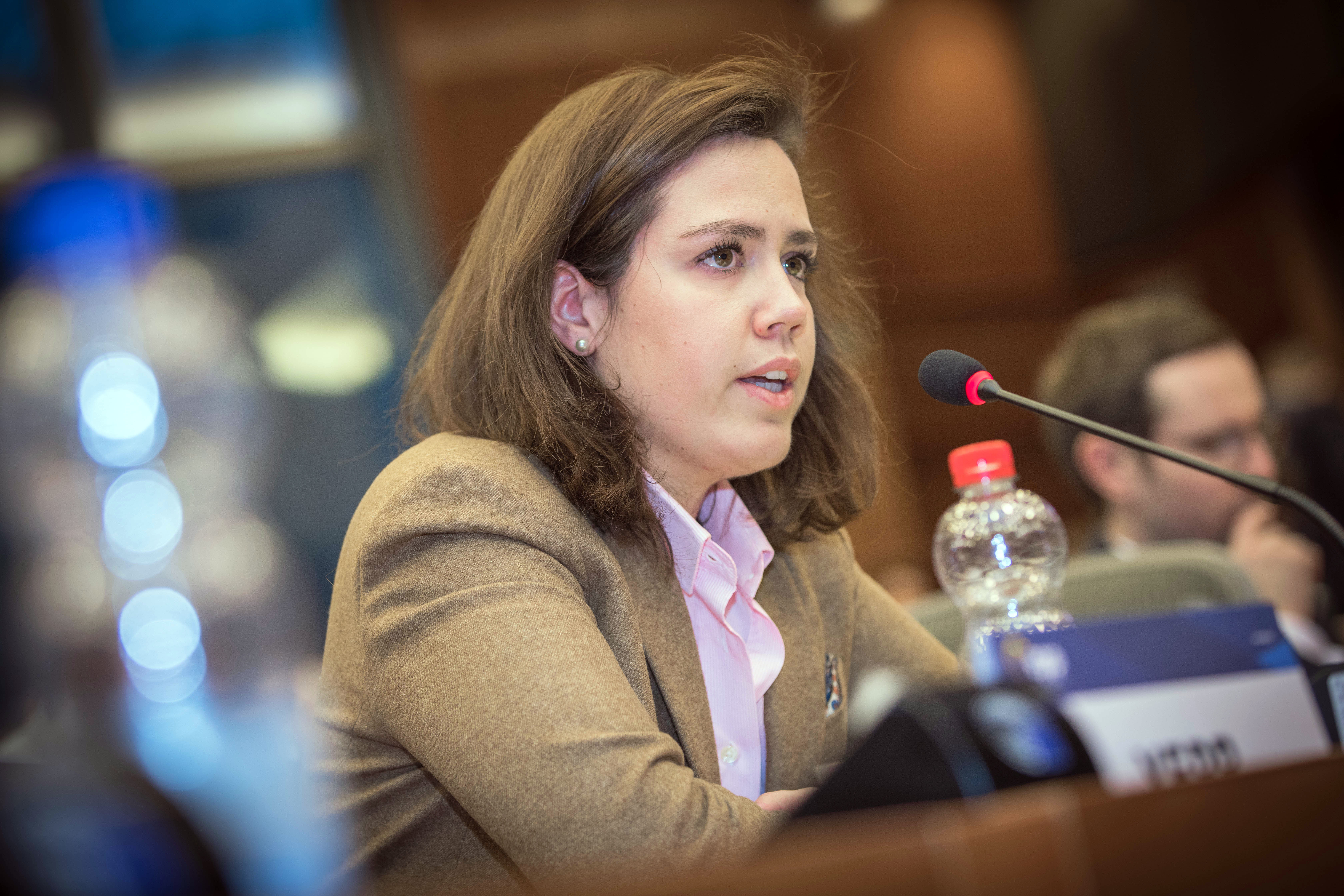
Lídia Pereira (2019)

Ana Lídia Fernandes Oliveira Pereira, kurz Lídia Pereira (* 26. Juli 1991 in Coimbra), ist eine portugiesische Politikerin (PSD). Pereira war ab 2017 stellvertretende Vorsitzende und von 2018 bis 2025 Vorsitzende des Jugendverbandes der Europäischen Volkspartei (YEPP). Im Zuge der Europawahl 2019 errang sie ein Mandat und ist seitdem Abgeordnete im 9. Europäischen Parlament.

## Leben

### Jugend und Ausbildung
Lídia Pereira wurde am 26. Juli 1991 in der portugiesischen Stadt Coimbra im Zentrum des Landes geboren und wuchs dort mit ihrer Familie auf. Nach ihrer Schulausbildung studierte sie zunächst Wirtschaftswissenschaften an der Universität Coimbra und absolvierte ein Erasmus-Semester in Prag. Anschließend wechselte sie nach Brügge, um einen Master in Europawissenschaften am College of Europe anzuschließen. Dem schloss sie 2016 ein Praktikum bei der Europäischen Investitionsbank in Luxemburg an. 
Anschließend arbeitete sie als Beraterin für die Wirtschaftsprüfungsgesellschaften Ernst & Young sowie Deloitte.

### Politisches Engagement

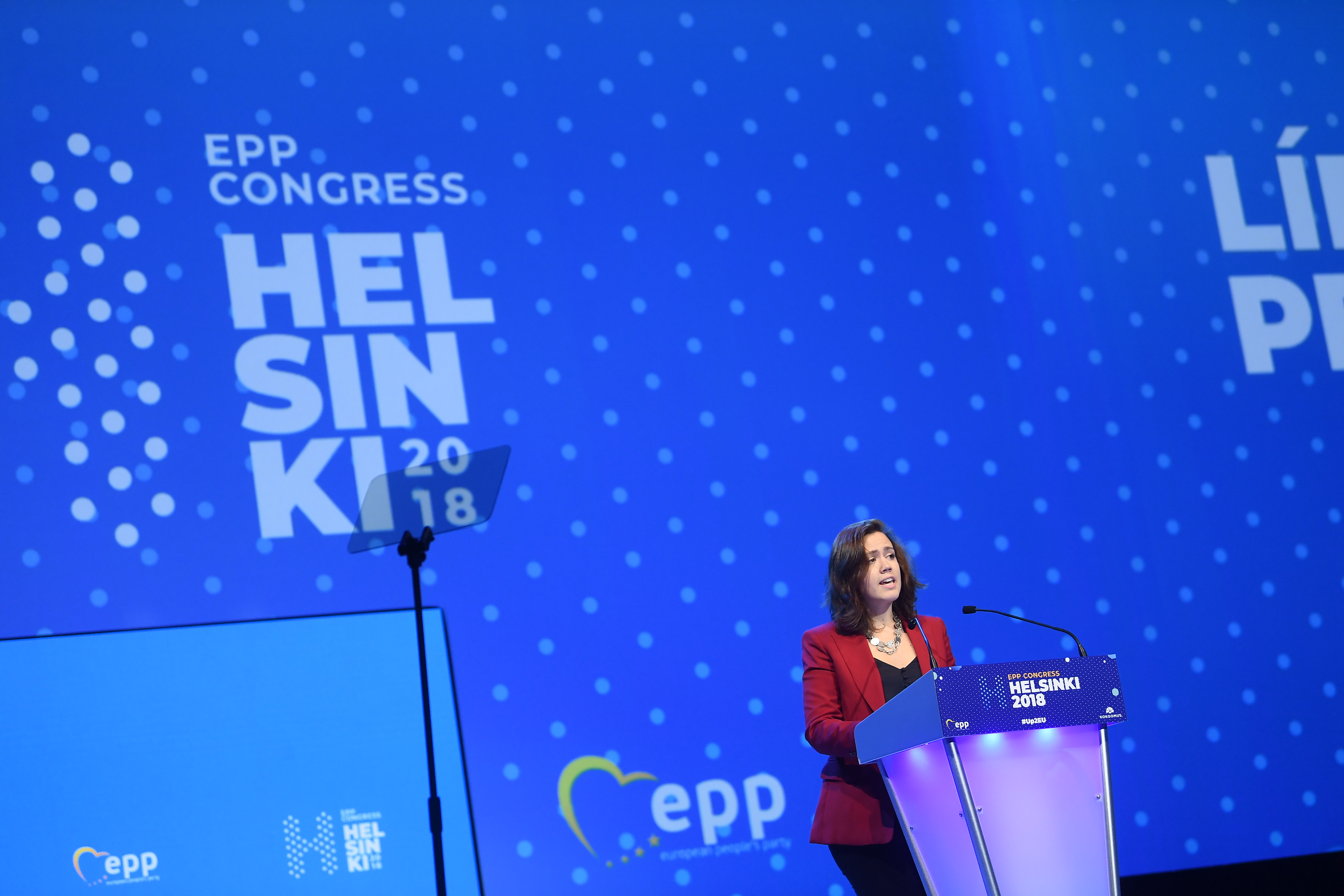
Pereira auf dem Kongress der EVP in Helsinki im November 2018

Pereira trat – im Vergleich zu vielen anderen portugiesischen Politikerinnen und Politikern – relativ spät, mit 20 Jahren den portugiesischen konservativen Sozialdemokraten (bzw. deren Jugendverband JSD) bei. Im April 2017 wurde sie auf dem Kongress der Youth of the European People’s Party zur Vizepräsidentin gewählt, 2018 zur Vorsitzenden.

### Abgeordnete
Im Februar 2018 schlug PSD-Parteichef Rui Rio überraschend Lídia Pereira für Platz 2 der Europawahlliste der portugiesischen Sozialdemokraten vor, die von Paulo Rangel angeführt wurde. Zahlreiche Medien berichteten über die unerwartete Nominierung, mit der Parteichef Rui Rio mehr „Frische“ in die Partei bringen wolle. Auch Pereira selbst war von der hohen Platzierung überrascht.
Bei den Europawahl gewannen die Sozialdemokraten etwa 22 Prozent der abgegebenen Stimmen und errangen somit sechs Mandate, eines davon auch Lídia Pereira. Die sechs Abgeordneten schlossen sich, wie bereits in den vorherigen Legislaturen, der Fraktion der Europäischen Volkspartei (EVP) an. Für ihre Fraktion ist sie Mitglied im Ausschuss für Wirtschaft und Währung sowie stellvertretendes Mitglied im Ausschuss für Umweltfragen, öffentliche Gesundheit und Lebensmittelsicherheit.
Im Juli 2025 folgte ihr Sophia Kircher als Präsidentin der YEPP nach.